# Friday Night in San Francisco
Friday Night in San Francisco é um álbum ao vivo dos guitarristas Al Di Meola, John McLaughlin e Paco de Lucía.

## Faixas

### Lado um
1. "Mediterranean Sundance/Rio Ancho" – 11:25
  - Paco de Lucía & Al Di Meola
2. "Short Tales of the Black Forest" (Chick Corea) – 8:39
  - John McLaughlin & Al Di Meola

### Lado dois
1. "Frevo Rasgado" (Egberto Gismonti) – 7:50
  - Paco de Lucía & John McLaughlin
2. "Fantasia Suite" (Al Di Meola) – 8:41
  - Paco de Lucía, John McLaughlin & Al Di Meola
3. "Guardian Angel" (gravação em estúdio) (John McLaughlin) – 4:00
  - Paco de Lucía, John McLaughlin & Al Di Meola

## Músicos
- Al Di Meola - violão
- John McLaughlin - violão
- Paco de Lucía - violão